# Melusine von Jerusalem
Melusine von Jerusalem oder Mélisende de Lusignan (* nach 1200; † nach 1249) war eine Tochter von Amalrich I., König von Zypern und (als Amalrich II.) König von Jerusalem, und der Königin Isabella I. von Jerusalem.
Sie heiratete im Januar 1218 als dessen zweite Gattin Bohemund IV., Fürst von Antiochia und Graf von Tripolis, mit dem sie vermutlich drei Töchter hatte:
- Isabelle († jung);
- Maria († nach 1307), die 1268 nach dem Tod Konradins den Titel einer Königin von Jerusalem beanspruchte und ihn 1277 an Karl von Anjou verkaufte;
- Helvis († jung).